# Buddhizmus Horvátországban
A buddhizmus Horvátországban kisebbségi vallásnak számít. A volt Jugoszlávia területén a zömében keresztény népességből csupán néhány érdeklődő volt a keleti vallások iránt. Közülük páran önszorgalomból fordítottak buddhista szövegeket is. Čedomil Veljačić (Bikkhu Njanađivako) rengeteg szöveget fordított le a páli kánon eredeti szövegei közül és teljes jogú théraváda szerzetesi címet szerzett Ázsiában. Ő azonban nem hozott létre semmilyen buddhista szervezetet Európában.
Az 1970-es években meditációs és jógacsoportok alakultak és ezzel egy időben jelentek meg az első buddhista gyakorlócsoportok. Zarko Andricevic legelőször 1975-ben találkozott a buddhizmussal, azelőtt harcművészetet és jógát tanított. Tíz évvel később létrehozta Horvátország első buddhista tanulmányi és meditációs csoportját, amelyet ma Dharmalokának neveznek. Ez a szervezet számos jelentős vallási vezetőt hozott Horvátországba a buddhizmus különböző irányzataiból, köztük a tibeti buddhizmus fontos alakjait, mint a 14. dalai lámát vagy a nyingma iskola tulkuja, Ajang rinpocsét, Secsen Rabjam rinpocsét, Garcsen rinpocsét, vagy Sifu Seng Jen-t, aki a kínai csan buddhizmus egyik nagymestere. A legutóbbi késztette Andricevic-et, hogy megalapítsa hazájában a zen hagyományt.

Ma már több buddhista irányzatot képviselő csoport is létezik Horvátországban. Egyes becslések szerint a magukat buddhistának vallók száma 500 és 1000 fő között mozog. A jelenlegi buddhista csoportok közé tartozik a tibeti buddhista nyingma és a rimé (nem szektariánus), a japán buddhista singon és a zen, valamint a kínai csan buddhizmus.